# Dedito de queso
El dedito, palito o rollito de queso es una preparación culinaria que consiste en una masa de harina de trigo frita, rellena de queso sólido blanco, costeño o feta, entre otros. Se encuentra en múltiples variantes regionales en diversos países y regiones como Australia, Colombia, Galicia, Medio Oriente, Turquía y Venezuela.
Son consumidos como entremés, desayuno, comida rápida o merienda. Generalmente se sirven solos, pero es posible acompañarlos de alguna salsa, por ejemplo ayran, salsa de tomate, salsa rosada, salsa tártara, salsa picante o algún dip con sabor a ajo, cebolla, queso cheddar, tocino, entre otros.

## Variedades regionales

### Colombia
Se conoce como dedito, palito o rollito de queso y es típico de regiones como la Costa Caribe y el Valle del Cauca. Un trozo alargado de queso costeño se enrolla en masa de harina de trigo y se fríe. También puede ser de hojaldre horneado y rellenos de bocadillo, dulce a base de guayaba típico de Colombia. Es de varias longitudes (desde el tamaño de un dedo hasta de unos 30 cm) y grosores que se incrementan con la longitud.

### Medio Oriente
Se conoce como rqaqat jibneh (en árabe: رقاقات جبنه‎) y generalmente se rellena de queso feta.

### Turquía
Se conoce como sigara böreği (börek cigarrillo) o kalem böreği (börek bolígrafo). Es de forma cilíndrica y se rellena con queso feta, papa, perejil y a veces con carne molida o salchicha. Se acompaña con ayran, una crema de leche ácida típica de Turquía y Medio Oriente. El nombre kalem böreği fue adoptado en 2011 por algunas organizaciones turcas para luchar contra el tabaquismo.